# Сант-Анджело-алл-Еска
Сант-Анджело-алл-Еска (італ. Sant'Angelo all'Esca) — муніципалітет в Італії, у регіоні Кампанія,  провінція Авелліно.
Сант-Анджело-алл-Еска розташований на відстані близько 240 км на південний схід від Рима, 70 км на схід від Неаполя, 23 км на північний схід від Авелліно.
Населення — 820 осіб (2014).
Щорічний фестиваль відбувається 8 травня та 29 вересня. Покровитель — святий Архангел Михаїл.

## Демографія
Населення за роками:

Станом на 1 січня 2023 року в муніципалітеті офіційно проживали 73 іноземці з 19 країн, серед них 14 громадян країн Євросоюзу та 3 громадяни України.

## Сусідні муніципалітети
- Фонтанароза
- Луогозано
- Мірабелла-Еклано
- Тауразі